# Theridiosoma triumphale
Espèce
Synonymes
- Theridiosoma triumphalis  Zhao & Li, 2012

Theridiosoma triumphale est une espèce d'araignées aranéomorphes de la famille des Theridiosomatidae.

## Distribution
Cette espèce se rencontre en Chine à Hainan et à Taïwan.

## Description
Le mâle holotype mesure 1,7 mm.
Le mâle décrit par Ballarin, Yamasaki et Su en 2021 mesure 1,24 mm et la femelle 1,60 mm.

## Publication originale
- Zhao & Li, 2012 : « Eleven new species of theridiosomatid spiders from southern China (Araneae, Theridiosomatidae). » ZooKeys, no 255, p. 1-48 (texte intégral).